# Donkey Kong Country: Tropical Freeze
Donkey Kong Country: Tropical Freeze er et platformspil udviklet af Retro Studios og udgivet af Nintendo. Spilet blev oprindeligt udgivet til Wii U februar 2014 og er en opfølger til Donkey Kong Country Returns fra 2010. En udvidet udgave af Tropical Freeze blev sluppet til Nintendo Switch i maj 2018.
Tropical Freeze fortsætter i samme stil som de tidligere spil i Donkey Kong Country-serien og handler om Donkey Kong og hans venner, der skal kæmpe mod vikingerasen Snowmads og rejse gennem seks forskellige øer. Kontrollerne er de samme som i det foregående spil i serien. Spilleren styrer Donkey Kong, som kan få hjælp fra en ledsager, der enten giver Donkey Kong nye færdigheder eller som kan kontrolleres individuelt af en anden spiller.